# Croton mubango
Espèce
Croton mubango est une espèce de plantes à fleurs du genre Croton et de la famille des Euphorbiaceae présente de la Côte d'Ivoire à l'Angola.
Il a pour synonyme :
- Oxydectes mubango, (Müll.Arg.) Kuntze